# Pathécolor

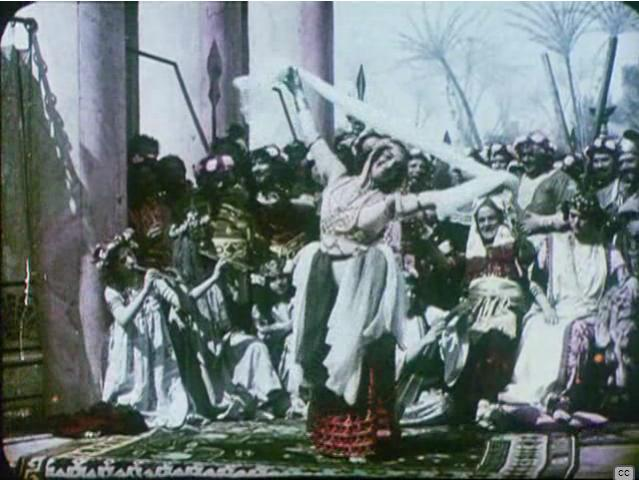
Una scena del film Salomè di Ugo Falena (1910)

Il Pathécolor, in seguito ribattezzato Pathéchrome, fu un primo processo di colorazione per pellicole cinematografiche basato sullo stampino sviluppato dalla Pathé agli inizi del XX secolo. Uno degli ultimi lungometraggi a usare questo processo fu il film britannico di rivista Elstree Calling (1930).

## Nota di disambiguazione
Il processo Pathécolor non deve essere confuso con i successivi nomi commerciali Pathécolor, Pathé Color e Color by Pathé che si leggono nei crediti cinematografici e nei materiali pubblicitari, come Metrocolor, WarnerColor e DeLuxe Color, che erano semplicemente marchi con scopi pubblicitari che usavano la pellicola negativa a colori Eastmancolor di Eastman Kodak.